# Targoum fragmentaire
Le Targoum fragmentaire (hébreu : תרגום קטעים Targoum qtayim) est un recueil de traductions judéo-araméennes sur certains versets du Pentateuque. Traditionnellement inséré dans les Bibles rabbiniques sous le nom de Targoum Yeroushalmi et dénommé Yerushalmi II dans le dictionnaire Jastrow afin de le différencier du Targoum Pseudo-Jonathan, il s’agit en réalité d’un ensemble disparate dans sa composition comme son usage, de traditions qui semblent avoir précédé les Targoumim suivis. 
Huit sources du Targoum fragmentaire ont été identifiées, représentant trois sources originellement indépendantes: l’édition Bomberg de la Bible rabbinique semble s’être appuyée sur une version qui se retrouve dans les manuscrits Vatican 440, Nuremberg 1 et Leipzig 1 (ensemble VNL) tandis que le manuscrit Paris 110 (P) en représente une autre, et que les manuscrits British Museum Or. 10794, Sassoon 264 et Moscou 3 en constituent la troisième. Tous ces manuscrits sont rédigés en judéo-araméen occidental, parlé en Judée et Galilée aux premiers siècles de l’ère chrétienne — quelques-uns sont vocalisés selon les règles de ponctuation.